# 松原冬真
松原 冬真（まつばら とうま、1998年12月03日-）は、日本の俳優。大阪府出身。

## 出演

### テレビドラマ
- 個人差あります　第7話　（東海テレビ、2022年）
- シガテラ　第1話～第6話　（テレビ東京　2023年）
- なれの果ての僕ら　（テレビ東京　2023年）- 谷口純太 役
- OZU　〜小津安二郎が描いた物語〜　第６話「青春の夢いまいづこ」（WOWOW 2023年）
- それぞれの孤独のグルメ　第10話 （テレビ東京　2024年）- 橋本和博 役

### 映画
- 映画　はたらく細胞　（2024年12月13日公開）

### CM
- リルートスタッフィング情報サービス　「エンジニア採用編」　WEB
- Spotify 　「メイド・フォー・ユー」篇　WEB
- インクリー　WEB

### 舞台
- 海辺のバカ　（2018年）
- イリーニャの兄弟　（2018年）
- 曖昧なカンパニーVOl.1 「そよ風で倒れる。」　（作・演出　加藤一浩　2019年）
- 曖昧なカンパニーVOl.２　「無伴奏　庭からの光」（作・演出　加藤一浩　2019年）
- 曖昧なカンパニーVOl.３　「イリーニャ・イリーニャ　〜イリーニャの兄弟より〜（作・演出　加藤一浩　2019年）
- 「アヤ子とユリ子」　（作・演出　松元夢子　2021年）
- 演劇ユニットシーラカンス第3回公演「街のうた」　（演出：両角周　2023年）
- 「パリと雨傘。～全三場からなる、ちょっとした何かの、ちっちゃな何か。～」 （演出： 松原冬真　2024年）

### 配信
BUMP配信　「夫はわたしじゃいけないの？」第4話　第6話　（2024年）